# Xavière Tiberi
Xavière Tiberi (Corte,  22 de agosto de 1936) é a esposa do ex-prefeito de Paris, Jean Tiberi. Ela é conhecida principalmente por estar envolvida em escândalos de corrupção na região de Paris [en].
Xavière Tiberi recebeu duzentos mil francos franceses por um relatório sobre a francofonia para o conselho geral do departamento de Essonne. Este cobiçado relatório de trinta e seis páginas, possivelmente escrito após o pagamento como justificativa, foi extremamente mal escrito (continha inúmeros erros ortográficos e gramaticais, por exemplo).
Em 1998, uma busca ordenada pela justiça do apartamento de Jean e de Xavière Tiberi na Place du Panthéon mostrou que eles possuíam armas de fogo ilegais. Eles não foram processados em troca da destruição das armas.
Os comportamentos acima são, às vezes, referidos pela imprensa como costumes corsos.
Em 9 de novembro de 2004, Xavière Tibéri e Aurélie Filippetti, uma funcionária eleita do partido verde francês (EELV), discutiram após uma tensa reunião do conselho distrital. Cada qual acusou a outra de agressão ou de ameaças. A Sra. Tibéri teve um traumatismo craniano, que ela alegou ter sido causado pela Sra. Filipetti ao empurrá-la; ela entrou com uma queixa-crime.
Xavière Tiberi foi caricaturada em Les Guignols de l'info como uma mulher agressiva, desonesta, vulgar e gananciosa.